# Junko Ikeuchi
Junko Ikeuchi (池内淳子, Ikeuchi Junko), née le 4 novembre 1933 dans l'arrondissement de Sumida à Tokyo et morte le 26 septembre 2010 à Tokyo, est une actrice japonaise.

## Biographie

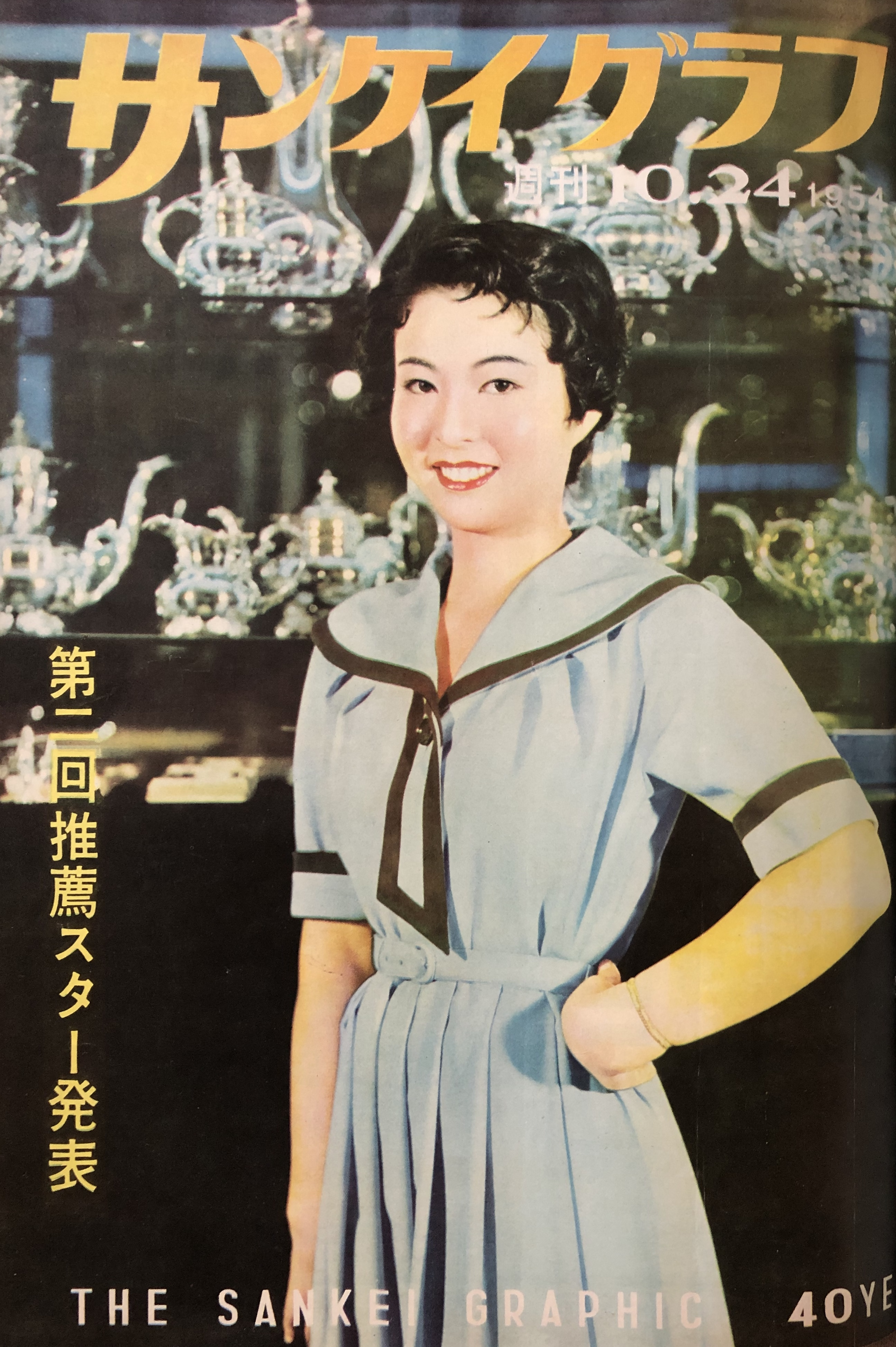
En couverture du numéro du 24 octobre 1954 du Sankei shinbun.

Junko Ikeuchi est apparue dans environ 115 films entre 1955 et 2004,.

## Filmographie

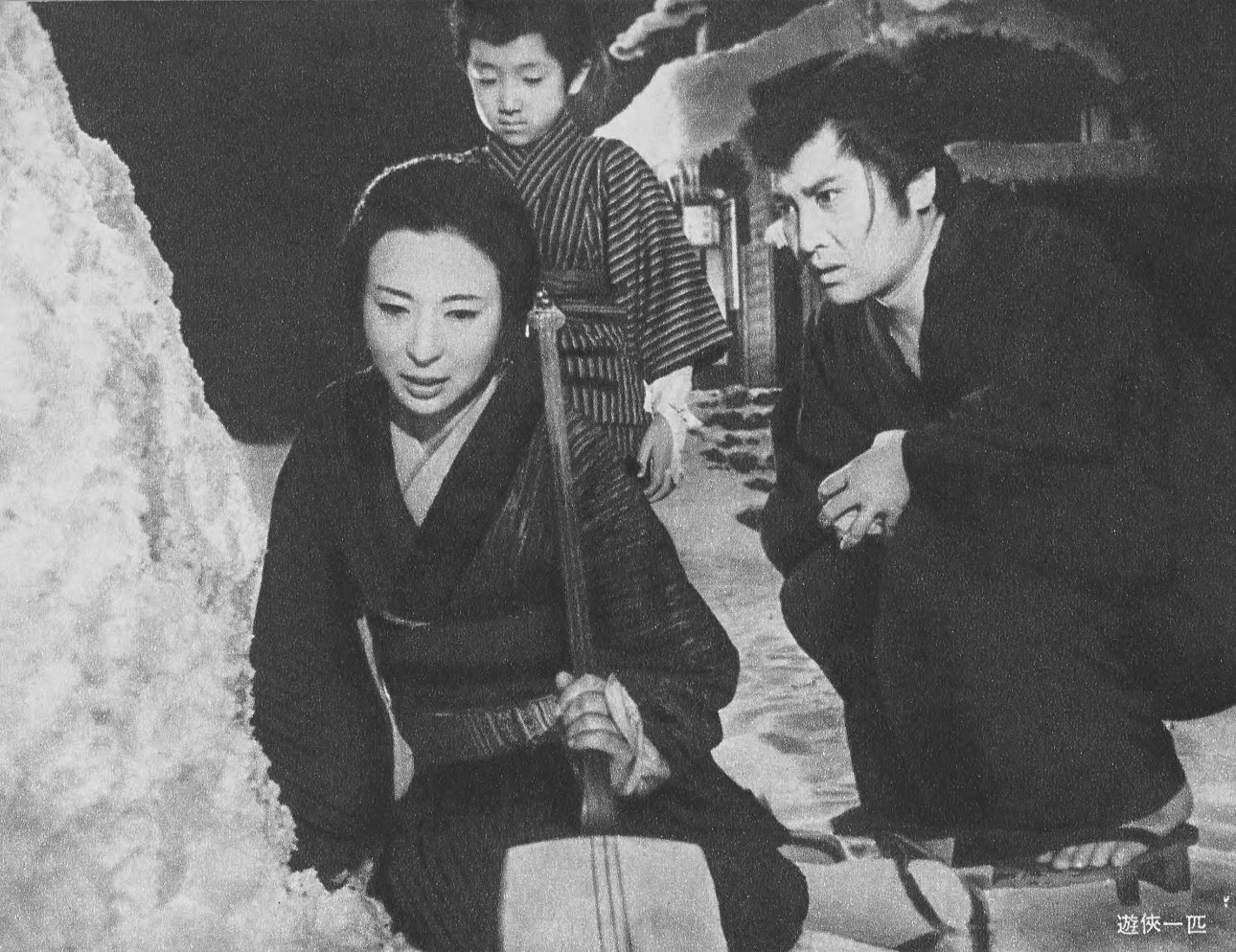
Junko Ikeuchi et Kinnosuke Nakamura dans Tokijirō, le loup solitaire (1966).

Sauf indication contraire, la filmographie de Junko Ikeuchi est établie à partir de la base de données JMDb.

### Au cinéma

#### Années 1950
- 1955 : Otoko ippiki (男一匹?) de Kyōtarō Namiki
- 1955 : Akagi no chimatsuri (赤城の血祭?) de Masahiro Makino
- 1955 : Histoire de Jiro (次郎物語, Jirō monogatari?) de Hiroshi Shimizu
- 1955 : Aogashima no kodomotachi: Onna kyōshi no kiroku (青ヶ島の子供たち 女教師の記録?) de Nobuo Nakagawa
- 1956 : Wakōdo no utagoe (若人のうたごえ?) de Masaki Mōri (ja)
- 1956 : Pourquoi sont-elles devenues ainsi ? (何故彼女等はそうなったか, Naze kanojora wa sō natta ka?) de Hiroshi Shimizu
- 1956 : Shachō santōhei (社長三等兵?) de Toshio Shimura (ja)
- 1956 : Omoide tsukiyo (思い出月夜?) de Toshirō Ōmi (ja)
- 1956 : Onna daigaku yakyūkyō jidai (女大学野球狂時代?) de Kiyoshi Komori
- 1956 : Seiki no shōhai (世紀の勝敗?) de Kyōtarō Namiki
- 1956 : Niizuma kagami (新妻鏡?) de Toshio Shimura (ja)
- 1956 : Bocchan no gyakushū (坊ちゃんの逆襲?) de Toshirō Ōmi (ja)
- 1957 : Umi no santōhei (海の三等兵?) de Toshio Shimura (ja)
- 1957 : Kakubō to joshidai sannin musume (角帽と女子大三人娘?) de Nagayoshi Akasaka (ja)
- 1957 : Keisatsukan (警察官?) de Kyōtarō Namiki
- 1957 : Taiatari satsujin-kyō jidai (体当り殺人狂時代?) de Torajirō Saitō
- 1957 : Ringu no ōja: Eikō no sekai (リングの王者 栄光の世界?) de Teruo Ishii
- 1957 : Nazo no murasaki zukin: Hime gimi hana fubuki (謎の紫頭巾 姫君花吹雪?) de Masaki Mōri (ja)
- 1957 : L'Invincible Spaceman : épisode 1 (鋼鉄の巨人, Kōtetsu no kyojin / Sūpā jaiantsu?, Super Giant) de Teruo Ishii
- 1957 : L'Invincible Spaceman : épisode 2 (続鋼鉄の巨人, Zoku kōtetsu no kyojin / Zoku sūpā jaiantsu?, Super Giant 2) de Teruo Ishii
- 1958 : Zoku shin Nippon chin dōchū: Higashi Nippon no maki (続新日本珍道中 東日本の巻?) de Toshirō Ōmi (ja)
- 1959 : Bocchan ni horeta shichinin musume (坊ちゃんに惚れた七人娘?) de Toshirō Ōmi (ja)
- 1959 : Kingorō no santōhei (金語楼の三等兵?) de Morihei Magatani (ja)
- 1959 : Tsubanari sankengō (鍔鳴り三剣豪?) de Tatsuo Yamada (ja)
- 1959 : Le Vampire des femmes (女吸血鬼, Onna kyuketsuki?) de Nobuo Nakagawa
- 1959 : Wan man konjaku monogatari (ワンマン今昔物語?) de Toshirō Ōmi (ja)
- 1959 : Le Détective de l'ombre (影法師捕物帖, Kagebōshi torimonochō?) de Nobuo Nakagawa
- 1959 : Sōryū abare gumo zenpen: Kinryū no maki (双竜あばれ雲 前篇 金竜の巻?) de Kyōtarō Namiki
- 1959 : Sōryū abare gumo kōhen: Ginryū no maki  (双竜あばれ雲 後篇 銀竜の巻?) de Kyōtarō Namiki
- 1959 : Tōsō no hiroba (闘争の広場?) de Akira Miwa (ja)
- 1959 : Nippon romansu ryokō (日本ロマンス旅行?)
- 1959 : Contes fantastiques de Yotsuya (東海道四谷怪談, Tokaido Yotsuya kaidan?) de Nobuo Nakagawa
- 1959 : Fukushū-hi moji tōge (復讐秘文字峠?) de Tatsuo Yamada (ja)
- 1959 : Zoku fukushū-hi moji tōge (続復讐秘文字峠?) de Tatsuo Yamada (ja)
- 1959 : Wakagimi man'yū Nippon hare: Zenkō-ji ōgon dōchū (若君漫遊日本晴れ 善光寺黄金道中?) de Gorō Kadono (ja)
- 1959 : Raiden (雷電?) de Nobuo Nakagawa
- 1959 : Zoku raiden (続 雷電?) de Nobuo Nakagawa

#### Années 1960
- 1960 : Kiken na yūwaku (危険な誘惑?) de Satoru Kobayashi
- 1960 : Chika teikoku no shikeishitsu (地下帝国の死刑室?) de Kyōtarō Namiki
- 1960 : Kuroi chibusa (黒い乳房?) de Michiyoshi Doi (ja)
- 1960 : Kenjū to bakusō (拳銃と驀走?) de Satoru Kobayashi
- 1960 : Taiyō to chi to suna (太陽と血と砂?) de Yoshiki Onoda (ja)
- 1960 : Les Noces vampiriques (花嫁吸血魔, Hanayome kyūketsuma?) de Kyōtarō Namiki
- 1961 : Sexy Line (セクシー地帯, Sekushī chitai?) de Teruo Ishii
- 1961 : Joōbachi no gyakushū (女王蜂の逆襲?) de Yoshiki Onoda (ja)
- 1961 : Ren'ai zubari kōza dainiwa: Yowaki (恋愛ズバリ講座 第二話 弱気?) de Yoshihiro Ishikawa (ja)
- 1961 : Taidōki: Watakushitachi wa tenshi ja nai (胎動期 私たちは天使じゃない?) de Akira Miwa (ja)
- 1961 : Yu no machi shimai (湯の街姉妹?) de Tatsuo Yamada (ja)
- 1961 : Shiroi minami kaze (白い南風?) de Chisato Ikoma
- 1961 : Aux Enfers tu festoieras (地獄の饗宴, Jigoku no kyōen?) de Kihachi Okamoto
- 1961 : L'Ombre des fleurs (花影, Kaei?) de Yūzō Kawashima
- 1962 : Tant qu'il y a demain (明日ある限り, Ashita aru kagiri?) de Shirō Toyoda
- 1962 : Hagure nenbutsu: Kanki mandara (はぐれ念仏 歓喜まんだら?) de Kōzō Saeki
- 1962 : Sous une multitude d'étoiles (如何なる星の下に, Ikanaru hoshi no moto ni?) de Shirō Toyoda
- 1962 : Aobeka monogatari (青べか物語?) de Yūzō Kawashima
- 1962 : Yume de aimasho (夢であいましょ?) de Kōzō Saeki
- 1962 : Shin kitsune to tanuki (新・狐と狸?) de Shūe Matsubayashi
- 1962 : Les 47 Rōnin (忠臣蔵 花の巻 雪の巻, Chūshingura: Hana no maki, yuki no maki?) de Hiroshi Inagaki
- 1962 : Kawano hotoride (河のほとりで?) de Yasuki Chiba
- 1962 : Fūryū onsen: Bantō nikki (風流温泉 番頭日記?) de Nobuo Aoyagi
- 1962 : Kigeki: Ekimae hanten (喜劇 駅前飯店?) de Seiji Hisamatsu
- 1963 : Shachō manyūki (社長漫遊記?) de Toshio Sugie
- 1963 : Nippon jitsuwa jidai (にっぽん実話時代?) de Jun Fukuda
- 1963 : Kureijī sakusen: Sente hisshō (クレージー作戦 先手必勝?) de Seiji Hisamatsu
- 1963 : Kigeki: Tonkatsu ichidai (喜劇 とんかつ一代?) de Yūzō Kawashima
- 1963 : Kawachi fūdoki: Oiroke hanjōki (河内風土記 おいろけ繁盛記?) de Kōzō Saeki
- 1963 : La Paix de la cuisine (台所太平記, Daidokoro taiheiki?) de Shirō Toyoda
- 1963 : L'Épée secrète (秘剣, Hiken?) de Hiroshi Inagaki
- 1963 : Wanpaku tenshi (わんぱく天使?) de Seiji Hisamatsu
- 1963 : Miren (みれん?) de Yasuki Chiba
- 1964 : Shachō shinshiroku (社長紳士録?) de Shūe Matsubayashi
- 1964 : Kutabare! Shayō-zoku (くたばれ！社用族?) de Kōzaburō Hata
- 1964 : La Veuve joyeuse (喜劇 陽気な未亡人, Kigeki: Yōkina mibōjin?) de Shirō Toyoda
- 1964 : Kigeki: Ekimae kaidan (喜劇 駅前怪談?) de Kōzō Saeki
- 1964 : Kigeki: Ekimae ondo (喜劇 駅前音頭?) de Kōzō Saeki
- 1964 : Sueur douce (甘い汗, Amai ase?) de Shirō Toyoda
- 1964 : Irresponsable dans l'Edo des fleurs (花のお江戸の無責任, Hana no Ōedo no musekinin?) de Kajirō Yamamoto
- 1965 : Shachō ninpōchō (社長忍法帖?) de Shūe Matsubayashi
- 1965 : La Clinique de la gare (喜劇 駅前医院, Kigeki: Ekimae iin?) de Kōzō Saeki
- 1965 : Kigeki: Ekimae kin'yū (喜劇 駅前金融?) de Kōzō Saeki
- 1965 : Fantômes japonais (四谷怪談, Yotsuya kaidan?) de Shirō Toyoda : Osode
- 1965 : Kemonomichi (けものみち?) d'Eizō Sugawa
- 1965 : Un charpentier pacifique (大工太平記, Daiku taiheki?) de Shirō Toyoda
- 1965 : Kigeki: Ekimae daigaku (喜劇 駅前大学?) de Kōzō Saeki
- 1965 : Anma taiheiki (あんま太平記?) de Kōzō Saeki
- 1965 : Baka to hasami (馬鹿と鋏?) de Senkichi Taniguchi
- 1966 : Shachō gyōjōki (社長行状記?) de Shūe Matsubayashi
- 1966 : Onna wa iku man ari totemo (女は幾万ありとても?) de Toshio Sugie
- 1966 : Izuko e (何処へ?) de Kōzō Saeki
- 1966 : Tokijirō, le loup solitaire (沓掛時次郎 遊侠一匹, Kutsukake Tokijirō: Yūkyō ippiki?) de Tai Katō
- 1966 : Kigeki: Ekimae manga (喜劇 駅前漫画?) de Kōzō Saeki
- 1966 : Ja ja umanarashi (じゃじゃ馬ならし?) de Toshio Sugie
- 1966 : Kigeki: Ekimae keiba (喜劇 駅前競馬?) de Kōzō Saeki
- 1967 : Kigeki: Ekimae mangan (喜劇 駅前満貫?) de Kōzō Saeki
- 1967 : Zoku izoku e (続・何処へ?) de Shirō Moritani
- 1967 : Kigeki: Ekimae gakuen (喜劇 駅前学園?) de  Kazuo Inoue (ja)
- 1967 : Kigeki: Ekimae tanken (喜劇 駅前探検?) de  Kazuo Inoue (ja)
- 1967 : Taifu tozakuro (颱風とざくろ?) d'Eizō Sugawa
- 1967 : Seishun Tarō (青春太郎?) de Kō Nakahira
- 1967 : Cent ans devant la gare (喜劇 駅前百年, Kigeki: Ekimae hyakunen?) de Shirō Toyoda
- 1968 : Coup de chance devant la gare (喜劇 駅前開運, Kigeki: Ekimae kaiun?) de Shirō Toyoda
- 1968 : Femme et soupe de miso (女と味噌汁, Onna to misoshiru?) de Heinosuke Gosho
- 1968 : Kigeki: Ekimae kazan (喜劇 駅前火山?) de Tatsuo Yamada (ja)
- 1968 : Wakamono yo chōsen seyo (若者よ挑戦せよ?) de Yasuki Chiba
- 1969 : Kigeki: Ekimae sanbashi (喜劇 駅前桟橋?) de Toshio Sugie
- 1969 : Futari no koibito (二人の恋人?) de Shirō Moritani
- 1969 : Mito Kōmon man'yūki (水戸黄門漫遊記?) de Yasuki Chiba
- 1969 : Shinsen gumi (新選組?) de Tadashi Sawashima : Oyuki

#### Années 1970
- 1970 : Shachō gaku ABC (社長学ＡＢＣ?) de Shūe Matsubayashi
- 1971 : C'est dur d'être un homme : Une vie simple (男はつらいよ 寅次郎恋歌, Otoko wa tsurai yo: Torajirō koiuta?) de Yōji Yamada : Takako Rokuhara

#### Années 1980
- 1981 : Chanbara gurafitī kiru! (ちゃんばらグラフィティー　斬る！?) de Toshirō Uratani
- 1986 : Michi (道?) de Koreyoshi Kurahara

#### Années 1990
- 1993 : Niji no hashi (虹の橋?) de Zenzō Matsuyama

#### Années 2000
- 2004 : Dōsōkai (同窓會?) de Kan Mukai (en)

## Distinctions

### Décorations
- Récipiendaire de la médaille au ruban pourpre en 2002
- Récipiendaire de l'ordre du Soleil levant de quatrième classe en 2008

### Récompenses
- Elan d'or Award for Newcomer of the Year (en) en 1956
- Kikuta Kazuo engeki shō (菊田一夫演劇賞?) (récompense de théâtre)